# Apogon affinis
Apogon affinis es una especie de pez de la familia de los apogónidos en el orden de los perciformes.

## Morfología
Los machos pueden alcanzar los 11 cm de longitud total.

## Distribución geográfica
Se encuentran en el oeste del Atlántico central (desde el sur de Florida y las Bahamas hasta Venezuela. También en Surinam) y al este del Atlántico central (Golfo de Guinea y Cabo Verde).